# سيزار تومسون
سيزار تومسون (بالفرنسية: César Thomson)‏ هو معلم موسيقى وملحن بلجيكي، ولد في 18 مارس 1857 في لياج في بلجيكا، وتوفي في 21 أغسطس 1931 في Bissone ‏ في سويسرا.

## وصلات خارجية
- سيزار تومسون على موقع ميوزك برينز (الإنجليزية)
- سيزار تومسون على موقع ميوزك برينز (الإنجليزية)